# Usclas-d’Hérault

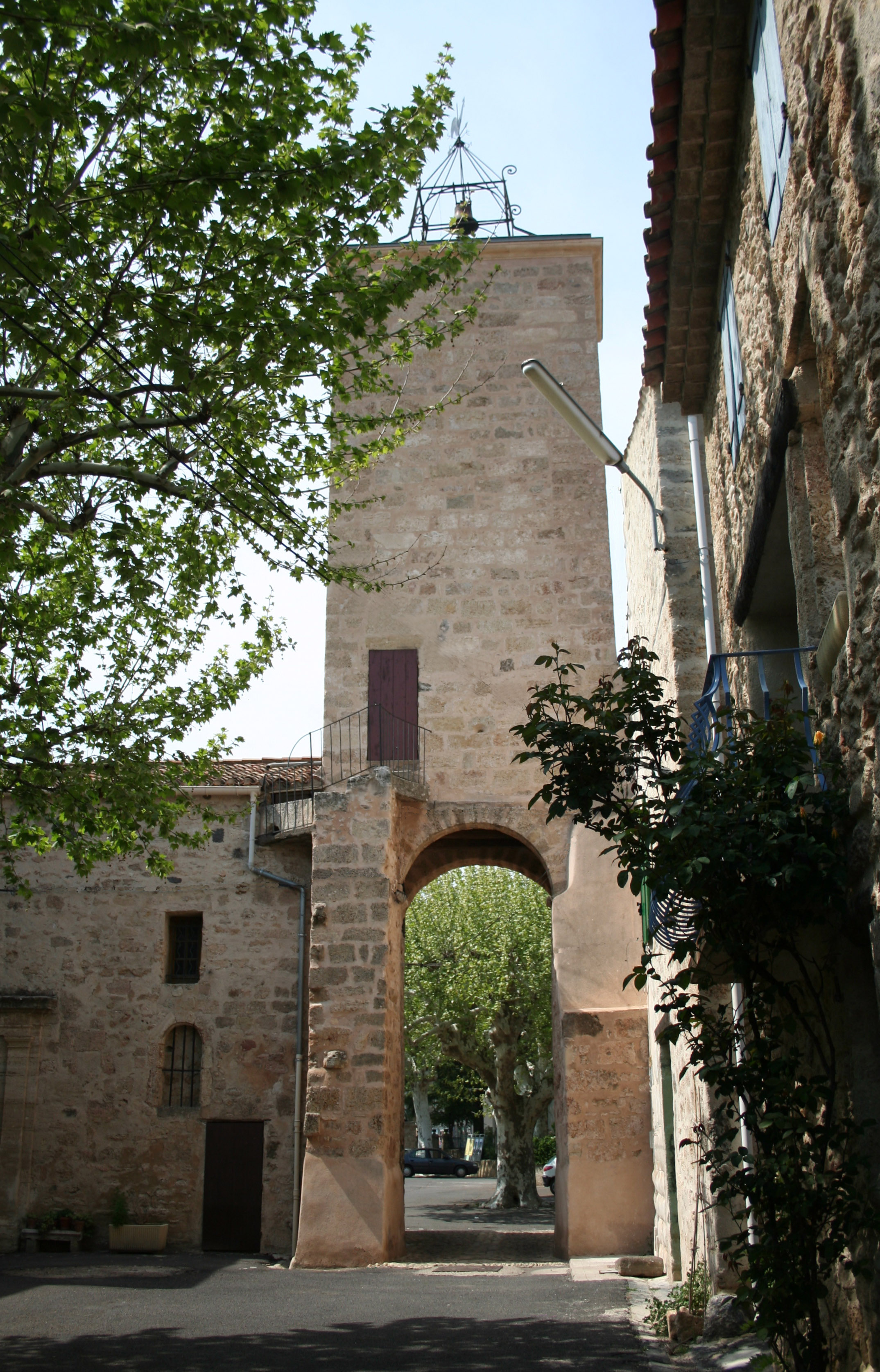
Dzwonnica w Usclas-d’Hérault, 2007

Usclas-d’Hérault – miejscowość i gmina we Francji, w regionie Oksytania, w departamencie Hérault.
Według danych na rok 1990 gminę zamieszkiwało 147 osób, a gęstość zaludnienia wynosiła 52 osoby/km² (wśród 1545 gmin Langwedocji-Roussillon Usclas-d’Hérault plasuje się na 756. miejscu pod względem liczby ludności, natomiast pod względem powierzchni na miejscu 1093.).

## Populacja

Populacja Usclas-d’Hérault w latach 1962-2008